# Bloc pudendal

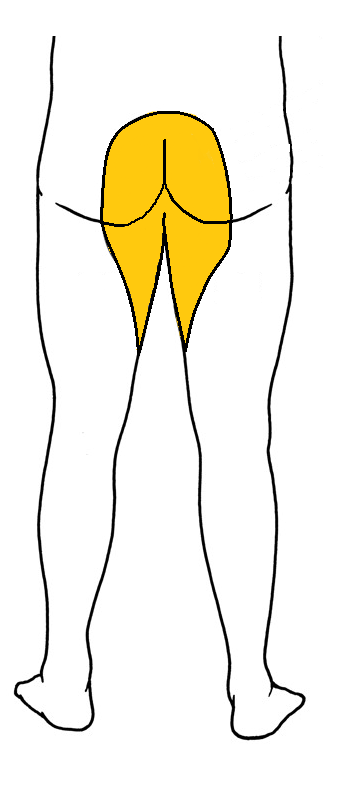
Schéma des membres inférieurs, vue postérieure montrant la zone approximative du bloc pudendal

L'anesthésie pudendale, aussi appelé bloc pudendal,  est une forme d'anesthésie locale qui consiste à infiltrer les branches périnéale et rectale inférieures du nerf pudendal avec une solution d’anesthésique. L’injection bilatérale est précédée d’un repérage des troncs nerveux à l’aide d’un neurostimulateur qui provoque une contraction du sphincter anal. Elle est complétée par une infiltration de l’espace présacré. L'anesthésie pudendale permet une analgésie de plusieurs heures et peut-être utilisée en proctologie ou lors d'accouchements au forceps.